# Енох-Крі 135
Енох-Крі 135 (англ. Enoch Cree Nation 135) — індіанська резервація в Канаді, у провінції Альберта, у межах муніципального району Паркленд.

## Населення
За даними перепису 2016 року, індіанська резервація нараховувала 1690 осіб, показавши зростання на 71,2%, порівняно з 2011-м роком. Середня густина населення становила 32,8 осіб/км².
З офіційних мов обидвома одночасно володіли 30 жителів, тільки англійською — 1 655. Усього 130 осіб вважали рідною мовою не одну з офіційних, з них 115 — одну з корінних мов.
Працездатне населення становило 64,1% усього населення, рівень безробіття — 17,6%.
Середній дохід на особу становив $39 330 (медіана $28 800), при цьому для чоловіків — $39 514, а для жінок $39 164 (медіани — $27 968 та $29 184 відповідно).
25,4% мешканців мали закінчену шкільну освіту, не мали закінченої шкільної освіти — 38,4%, 35,3% мали післяшкільну освіту, з яких 12,2% мали диплом бакалавра, або вищий.
| Статево-вікова структура населення | Статево-вікова структура населення | Статево-вікова структура населення | Статево-вікова структура населення | Статево-вікова структура населення |
| ---------------------------------- | ---------------------------------- | ---------------------------------- | ---------------------------------- | ---------------------------------- |
|                                    |                                    |                                    |                                    |                                    |
| Всього                             | Всього                             | 49,4%50,6%                         |                                    |                                    |
| 0 — 14 років                       | 0 — 14 років                       |                                    | 31,4%                              | 31,4%                              |
| 15 — 64 років                      | 15 — 64 років                      |                                    | 63%                                | 63%                                |
| 65 і більше                        | 65 і більше                        |                                    | 5,6%                               | 5,6%                               |
| Середній вік (років)               | Середній вік (років)               | 27,929,0                           | 28,4                               | 28,4                               |
| Медіана (років)                    | Медіана (років)                    | 25,2                               | 25,2                               | 25,2                               |
| — чоловіки — жінки                 |                                    |                                    |                                    |                                    |

| Походження мешканців:     | Походження мешканців:     | Походження мешканців: | Походження мешканців: | Походження мешканців: |
| ------------------------- | ------------------------- | --------------------- | --------------------- | --------------------- |
| Походження                |                           |                       | осіб                  | %                     |
| Корінні американці        | Корінні американці        |                       | 1 555                 | 92.01%                |
| Інше північноамериканське | Інше північноамериканське |                       | 40                    | 2.37%                 |
| Європейське               | Європейське               |                       | 390                   | 23.08%                |
| британське                | британське                |                       | 210                   | 12.43%                |
| французьке                | французьке                |                       | 115                   | 6.8%                  |
| українське                | українське                |                       | 35                    | 2.07%                 |
| Карибське                 | Карибське                 |                       | 10                    | 0.59%                 |
| Африканське               | Африканське               |                       | 15                    | 0.89%                 |
| Азійське                  | Азійське                  |                       | 25                    | 1.48%                 |

## Клімат
Середня річна температура становить 2,6°C, середня максимальна – 21,1°C, а середня мінімальна – -20,5°C. Середня річна кількість опадів – 484 мм.
| Клімат поселення                              | Клімат поселення | Клімат поселення | Клімат поселення | Клімат поселення | Клімат поселення | Клімат поселення | Клімат поселення | Клімат поселення | Клімат поселення | Клімат поселення | Клімат поселення | Клімат поселення | Клімат поселення |
| Показник                                      | Січ.             | Лют.             | Бер.             | Квіт.            | Трав.            | Черв.            | Лип.             | Серп.            | Вер.             | Жовт.            | Лист.            | Груд.            |                  |
| Середній максимум, °C                         | −7,42            | −3,49            | 1,70             | 10,36            | 16,75            | 20,73            | 21,07            | 20,45            | 15,38            | 10,04            | 0,58             | −5,55            |                  |
| Середня температура, °C                       | −13,97           | −10,04           | −4,85            | 3,82             | 10,20            | 14,17            | 16,08            | 15,45            | 10,40            | 5,04             | −4,43            | −10,55           |                  |
| Середній мінімум, °C                          | −20,5            | −16,58           | −11,38           | −2,74            | 3,66             | 7,63             | 11,08            | 10,44            | 5,38             | 0,04             | −9,44            | −15,54           |                  |
| Норма опадів, мм                              | 23               | 15               | 17               | 26               | 50               | 87               | 95               | 67               | 44               | 22               | 19               | 19               |                  |
| Середньомісячна швидкість вітру, м/с          | 3.13             | 3.29             | 3.40             | 3.60             | 3.64             | 3.30             | 3.00             | 2.90             | 3.10             | 3.36             | 3.23             | 3.20             |                  |
| Середньомісячна сонячна радіація, кДж/м²·день | 3414             | 6928             | 12167            | 17330            | 20441            | 21899            | 22210            | 18581            | 12654            | 7505             | 3775             | 2488             |                  |
| --------------------------------------------- | ---------------- | ---------------- | ---------------- | ---------------- | ---------------- | ---------------- | ---------------- | ---------------- | ---------------- | ---------------- | ---------------- | ---------------- | ---------------- |
| Джерело:                                      |                  |                  |                  |                  |                  |                  |                  |                  |                  |                  |                  |                  |                  |